# Helmuth Vogl
Helmuth Vogl (* 2. September 1928 in Erl) ist ein ehemaliger österreichischer Politiker (SPÖ) und Gewerkschafter. Vogl war Abgeordneter zum Burgenländischen Landtag und von 1966 bis 1983 Landesrat in der Burgenländischen Landesregierung.

## Leben
Vogl besuchte die Volksschule in Erl und die Hauptschule in Jenbach bzw. Zell am Ziller. Er wechselte danach an die Handelsakademie Innsbruck und legte dort 1946 die Matura ab. Er studierte im Anschluss an der Hochschule für Welthandel in Wien und schloss sein Grundstudium 1949 mit dem akademischen Grad Dkfm. ab. 1951 promovierte er zum Dr. rer.comm. Vogl arbeitete in der Folge ab dem  1. Februar 1951 als volkswirtschaftlicher Referent der Arbeiterkammer im Burgenland und war von 1957 bis 1961 Kammeramtsdirektor-Stellvertreter.

## Politik
Vogl engagierte sich ab 1956 als Gemeinderat in Eisenstadt und war ab 1957 Mitglied der Landesexekutive Burgenland des Österreichischen Gewerkschaftsbundes. Zudem war er ab 1958 Vorstandsmitglied der BEWAG und übernahm in der BEWAG ab 1962 hauptberuflich die Stelle des kaufmännischen Direktors. Er war ab 1960 zudem Geschäftsführer der Burgenländischen Erdölgesellschaft. Nach seiner Wahl in die Landesregierung ließ sich Vogl als Direktor beurlauben und trat als  Vorstandsmitglied zurück. Er arbeitete aber weiterhin als Konsulent für die BEWAG. Zudem war er ab 1970 als in der Verbundgesellschaft aktiv. Vogl war vom 28. Juni 1966 bis zum 11. Juli 1983 Landesrat in der Burgenländischen Landesregierung, wobei er das Finanz- und Bauressort innehatte. Er war zudem zeitweise Landtagsabgeordneter und setzte sich stark für die Burgenland Schnellstraße (S 31) ein. 1993 wurde er im Nachfolge-Prozess der sogenannte „Causa Sinowatz“ wegen falscher Zeugenaussage verurteilt.